# (14470) 1993 RV7
A (14470) 1993 RV7 a Naprendszer kisbolygóövében található aszteroida. Eric Walter Elst fedezte fel 1993. szeptember 15-én.

## Kapcsolódó szócikk
- Kisbolygók listája (14001–14500)